# Нойберг ан дер Мюрц
Вижте пояснителната страница за други значения на Нойберг.
Нойберг ан дер Мюрц (на немски: Neuberg an der Mürz) е комуна (нем. Marktgemeinde) в Австрия, във федералната земя Щирия. Влиза в състава на окръг Мюрццушлаг. Има 1284 жители (на 1 януари 2013) и площ 64,07 km². Намира се на река Мюрц.
През 1327 г. херцог Ото IV основава тук манастир.